# Jacques-Nicolas Guinebaud de Saint-Mesme
Jacques-Nicolas Guinebaud de Saint-Mesme est un homme politique français né le 21 janvier 1738 à Nantes et décédé le 20 décembre 1813 à Oporto.

## Biographie
D'une famille originaire d'Orléans, il est le fils de Jacques Guinebaud (ou Guinebault), négociant au quai de la Fosse à Nantes, et de Marguerite Boufflet. Négociant lui-même, il devient juge-consul en 1776, et prend part au mouvement-réformiste de la bourgeoisie nantaise en 1788. 
Il se trouve ainsi désigné, lors de l'élection aux États généraux de 1789, aux suffrages de la sénéchaussée de Nantes, et est par elle nommé, le 18 avril 1789, député du tiers. Il se distingue à Versailles et à Paris par ses libéralités patriotiques, et est honorablement mentionné au Moniteur pour un versement de 30 000 francs, sans intérêt, dans l'emprunt de 30 millions (9 août 1789). Il parle sur les affaires des colonies et du commerce, à propos de la question de la libre circulation des grains, défend l'importation exclusive dans les colonies des grains de la métropole le 2 septembre 1789 et réclame nettement, dans le débat sur la Compagnie des Indes le 3 avril 1790, l'abolition du privilège. 
Il est nommé préfet des Basses-Pyrénées par Bonaparte le 11 ventôse an VIII, puis commissaire général des relations commerciales à Porto le 11 brumaire au X.
Il épouse Marie Françoise Glémeau, fille de Pierre Glémeau, négociant, et de Louise Delmas.